# Jean-Pierre-René-Séraphin du Tertre de Montalais
Jean-Pierre-René-Séraphin du Tertre de Montalais, mort le 20 novembre 1759, est un officier de marine et aristocrate du XVIIIe siècle. Il sert pendant la guerre de Sept Ans et meurt durant la bataille des Cardinaux.

## Biographie
Il s’engage comme garde-marine le 22 mai 1713.
Il devient ensuite enseigne de vaisseau en 1731, lieutenant de vaisseau le 1er mai 1741, puis capitaine de vaisseau le 17 mai 1751.
Le 20 novembre 1759, le Superbe, commandé par de Montalais, prend part à la bataille des Cardinaux. L’arrière-garde française est rattrapée par les premiers vaisseaux britanniques, le Torbay, le Resolution, le Warspite et le Dorsetshire ; les premiers coups de feu sont échangés à partir de 14 h 30. Vers 16 h 30, le Royal George et le Soleil Royal — celui-ci étant protégé par le Superbe, l’Intrépide et le Tonnant — se font face. Alors que le Soleil Royal parvient à se dégager, le Superbe sombre par le travers à 16 h 41 avec 630 hommes d’équipage à son bord, « tandis que, sur les huniers, les grenadiers tirent encore sur l’ennemi ».
Tout comme pour le Thésée vers 16 h, le naufrage est dû à l’entrée de la mer par les sabords ouverts de la batterie basse. Selon Alfred Doneaud du Plan, un virement de bord précipité, la précision du tir anglais, la fermeture tardive des sabords après un tir par un équipage peu entraîné, voire l'orgueil du capitaine refusant de voir le danger présenté par les sabords restant ouverts, sont à l’origine de cette entrée d’eau désastreuse.
Pour Olivier Chaline, le Superbe n’ayant que 70 canons face aux 100 pièces du Royal George, tente de réduire le désavantage en faisant donner les pièces lourdes de sa batterie basse. La mer s’engouffre alors par les vantaux ouverts du vaisseau, qui est, de surcroît, au vent de son adversaire. En deux bordées du Royal George, le Superbe disparaît dans les flots. Quelques hommes du Superbe sont secourus par les Britanniques.